# Alice (Dakota du Nord)
Pour les articles homonymes, voir Alice.
Alice est une ville située dans le comté de Cass, dans l’État du Dakota du Nord, aux États-Unis. Lors du recensement de 2010, sa population s’élevait à 40 habitants.

## Histoire
Alice a été fondée en 1900 quand le chemin de fer a atteint la région. Son nom provient du prénom de l’épouse de R. S. Lewis, lieutenant gouverneur du Dakota du Nord.
Un bureau de poste a ouvert en 1901 jusqu’à sa fermeture en 1995.

## Démographie
| 1930 | 1940 | 1950 | 1960 | 1970 | 1980 |
| ---- | ---- | ---- | ---- | ---- | ---- |
| 169  | 181  | 162  | 124  | 83   | 62   |

| 1990 | 2000 | 2010 | - | - | - |
| ---- | ---- | ---- | - | - | - |
| 62   | 56   | 40   | - | - | - |

## À noter
John Steinbeck mentionne Alice dans Voyage avec Charley.

## Source
- (en) Cet article est partiellement ou en totalité issu de l’article de Wikipédia en anglais intitulé « Alice, North Dakota » (voir la liste des auteurs).

1. ↑  (en) « Statistiques des États-Unis - Dakota du nord - Profils des comtés de 2010 » (consulté en juin 2021)